# Фараоновка
Фараоновка (укр. Фараонівка) — село, относится к Саратскому району Одесской области Украины. Протекает река Бабей.
Население по переписи 2001 года составляло 1890 человек. Почтовый индекс — 68213. Телефонный код — 4848. Занимает площадь 2,24 км². Код КОАТУУ — 5124587201.

## Местный совет
68213, Одесская обл., Саратский р-н, с. Фараоновка, ул. Ленина